# Oreste Magni
Oreste Magni (Albese, 3 maart 1936 - Albese, 18 maart 1975) is een Italiaans wielrenner. Hij was profrenner van 1957 tot en met 1966. Hij reed tijdens zijn carrière bijna uitsluitend voor Italiaanse wielerteams. Hij was zeker geen winnaars-type, zijn grootste overwinning is een etappe in de Giro D'Italia.

## Belangrijkste overwinningen
1960
- Trofeo Matteotti
- 2e etappe deel B Volta a Portugal
- 6e etappe Volta a Portugal
- 7e etappe deel A Volta a Portugal

1961
- 4e etappe Giro d'Italia

1965
- Morat
- München - Zürich

## Resultaten in voornaamste wedstrijden
| Jaar | Ronde van Italië | Ronde van Frankrijk | Ronde van Spanje |
| ---- | ---------------- | ------------------- | ---------------- |
| 1958 | buiten tijd      |                     |                  |
| 1959 | opgave           |                     |                  |
| 1960 |                  |                     |                  |
| 1961 | 77e (1)          |                     |                  |
| 1962 | opgave           | opgave              |                  |
| 1963 | opgave           |                     |                  |
| 1964 | 89e              |                     |                  |
| 1966 |                  |                     | opgave           |

| Jaar | Milaan-San Remo | Parijs-Roubaix | Ronde van Lombardije |
| ---- | --------------- | -------------- | -------------------- |
| 1958 |                 |                |                      |
| 1959 |                 |                | 8e                   |
| 1960 | 99e             |                |                      |
| 1961 | 123e            |                |                      |
| 1962 |                 | 73e            |                      |
| 1963 |                 |                |                      |
| 1964 |                 |                |                      |
| 1966 |                 |                |                      |